# نعمة (نبات)
نِعْمَة أو زوفا السياج أو عشبة الفقراء  (الاسم العلمي: Gratiola) (بالإنجليزية: hedgehyssop)‏ هي جنس من النباتات يتبع الفصيلة الحملية من رتبة الشفويات.